# Équation de Thue
Ne doit pas être confondu avec Théorème de Thue-Siegel-Roth.
Les équations de Thue sont des équations diophantiennes de la forme 
{\displaystyle \sum _{i=0}^{n}{a_{i}x^{i}y^{n-i}}=c}, où {\displaystyle n\geq 3}, {\displaystyle c} est un rationnel non nul et les {\displaystyle a_{i}} sont des rationnels.
Axel Thue a démontré en 1909 que si le polynôme homogène à deux variables {\displaystyle \sum _{i=0}^{n}{a_{i}X^{i}Y^{n-i}}}  est irréductible (dans {\displaystyle \mathbb {Q} [X,Y]}), une telle équation n'a qu'un nombre fini de solutions entières.